# 대구중학교
대구중학교(大邱中學校)는 대한민국 대구광역시 남구 이천동에 있는 공립 중학교이다. 대구고등학교와는 이름만 같을 뿐 위치도 달랐고 뿌리가 완전히 다른 학교이다.

## 학교 연혁
- 1921년 4월 19일 : 일제 시대 중학교 관제 개정으로 대구중학교 설립(5년제 10학급 인가)
- 1921년 6월 4일 : 본정(本町)소학교사에서 대봉정 교사에 이전
- 1921년 6월 13일 : 개교식 거행
- 1922년 4월 1일 : 조선총독부 학교관제개정 결과 경상북도에 이관되어 대구공립중학교라 칭함
- 1945년 9월 27일 : 교장사무취급 이보경 취임
- 1945년 11월 1일 : 광복(8.15) 후 학교를 인수하여 재정비함
- 1946년 1월 1일 : 초대 이명석 교장 취임
- 1946년 1월 10일 : 9학급 편성(1학년생 4학급, 2학년생 3학급, 3학년생 2학급) 일본, 만주 등지 외지 귀환 동포 자제 모집
- 1946년 2월 25일 : 개교식 거행
- 1946년 3월 25일 : 미군주둔 부대에 본교 기숙사를 사용키로 허가함
- 1949년 6월 6일 : 제1회 졸업식 거행 (6년제 54명)
- 1950년 6월 1일 : 교육법 개정에 의하여 신제(新制) 중학교 인가
- 1950년 7월 10일 : 6.25 사변으로 인하여 본 교사(校舍)를 미군에게 대여하고 편창잠종제조소(片倉暫種製造所)에 이사하였음
- 1951년 9월 1일 : 교육법 개정에 의하여 대구제2중학교로 칭함
- 1952년 5월 25일 : 가교사(假校舍) 기공 대봉동 257번지
- 1952년 6월 4일 : 가교사 준공 동시에 이전
- 1953년 6월 8일 : 문교부령에 의하여 대구중학교 본 명칭 환원
- 1991년 5월 24일 : 본관 36개 교실 개축 완공
- 2002년 6월 22일 : 백승관 준공
- 2005년 8월 23일 : 대중 디지털도서관 개관식
- 2011년 3월 29일 : 백맥관(별관) 준공
- 2011년 11월 18일 : 인조잔디 다목적 운동장 준공
- 2019년 3월 1일 : 제28대 손영자 교장 취임
- 2022년 2월 4일 : 제77회 졸업식(140명) 졸업식 누계(31,065명)

## 참고 자료
- 대구중학교 - 한국교육학술정보원 학교알리미